# Kirche und Kirchengemeinschaft (Zweiter Bericht)
Das Dokument Kirche und Kirchengemeinschaft (Zweiter Bericht) ist ein gemeinsames Dokument über die Grundlagen des Kirchenverständnisses der römisch-katholischen und altkatholischen Kirchen. Im Auftrag der Internationalen Altkatholischen Bischofskonferenz der Utrechter Union der Altkatholischen Kirchen und des Päpstlichen Rats zur Förderung der Einheit der Christen wurde es von Theologen beider Kirchen in der von 2012 bis 2016 tagenden (zweiten) Internationalen römisch-katholisch-altkatholischen Dialogkommission (IRAD II) verfasst. Der Bericht zeigt einen bilateralen Teilaspekt der modernen ökumenischen Bewegung. Veröffentlicht wurde er 2017. Das Dialogpapier Kirche und Kirchengemeinschaft (Zweiter Bericht) steht in der Tradition des bereits in Dokumente wachsender Übereinstimmung (Band 4, 2012) veröffentlichten Vorgängerdokuments Kirche und Kirchengemeinschaft.

## Hintergrund

### (Erste) Internationale Römisch-Katholisch – Altkatholische Dialogkommission (IRAD I)
Im Jahr 2000 wurde anlässlich einer ökumenischen Feierlichkeit zwischen dem altkatholischen Erzbischof von Utrecht, Antonius Jan Glazemaker, und dem Präsidenten des Päpstlichen Einheitsrates, Edward Kardinal Cassidy, über eine internationale und bilaterale Kommission zur Vertiefung des Dialogs zwischen den Kirchen gesprochen. Diese (erste) Internationale Römisch-Katholisch – Altkatholische Dialogkommission (IRAD) nahm 2004 ihre Arbeit auf. Als Co-Präsidenten fungierten der altkatholische (christkatholische) Bischof der Schweiz Fritz-René Müller und der römisch-katholische emeritierte Bischof von Würzburg Paul-Werner Scheele. In elf Sitzungen zwischen 2004 und 2009 wurde von der IRAD I das Dokument Kirche und Kirchengemeinschaft erarbeitet. Dieser erste Bericht wurde in weiterer Folge auch im Band 4 von Dokumente wachsender Übereinstimmung veröffentlicht. Über die in diesem Bericht noch nicht geklärten Fragen tagte die internationale Kommission wieder ab 2012 in ihrer zweiten Mandatsperiode.

### (Zweite) Internationale Römisch-Katholisch – Altkatholische Dialogkommission (IRAD II)
Auf römisch-katholischer Seite waren von 2012 bis 2016 für die IRAD II durch den Päpstlichen Rat zur Förderung der Einheit der Christen Kurt Koch (Kardinal) berufen: Hans-Josef Becker (Co-Präsident, Erzbischof von Paderborn), Hubert Bour (Diözese Rottenburg-Stuttgart, Prälat), Hans Jörg Urban (Paderborn), Heinrich J. F. Reinhardt (Münster) und Matthias Türk (Vatikan).
Auf altkatholischer Seite waren durch die Utrechter Union eingesetzt: Matthias Ring (Co-Präsident, Bischof), Urs von Arx (Bern), Günter Esser (Bonn), Wietse Berend van der Velde (Den Haag, Dozent),  Angela Berlis (Bern), Martin Eisenbraun (Salzburg, Generalvikar). Die Arbeit der Dialogkommission IRAD II endete mit Vorstellung des Dokuments Kirche und Kirchengemeinschaft (Zweiter Bericht).

## Aufbau und Inhalt
Der zweite Bericht der Dialogkommission wurde 2016 vorgelegt. Die Veröffentlichung des zweiten Berichts geschah in einem Sammelband, in welchem auch der bereits 2010 publizierte erste Bericht nochmals abgedruckt wurde. Das Dokument Kirche und Kirchengemeinschaft (Zweiter Bericht)  bzw. im Langtitel: Kirche und Kirchengemeinschaft – Ergänzungen. Zweiter Bericht der Internationalen Römisch–Katholisch – Altkatholischen Dialogkommission (2016) umfasst drei Kapitel. Die Absätze sind von 1 bis 94 kapitelübergreifend durchnummeriert.

### Vorwort
Im Vorwort zum zweiten Bericht behandelt die Kommission die zur Behandlung vorgelegten Themen und zitiert dazu auch den Päpstlichen Rat zur Förderung der Einheit der Christen. Kurt Kardinal Koch schrieb dazu im September 2011 an den altkatholischen Erzbischof Vercammen:

„(1) Im Bericht der Kommission ist vor allem die universalkirchliche Dimension noch stärker zu behandeln und zu vertiefen (...) Auch der altkirchliche Konsens: Keine Eucharistiegemeinschaft ohne Kirchengemeinschaft verdient weitere Beachtung, gerade im Zusammenhang mit dem 1985 geschlossenen Abkommen zwischen der Alt-Katholischen Kirche und der Evangelischen Kirche (...) Zudem sind die Fragen der Frauenordination und der Mariendogmen weiter zu behandeln.“

Zu Beratung dieser Themen konstituierte sich die zweite Dialogkommission im Dezember 2012 in Paderborn. Die Kommission kam von 2012 bis 2016 zu neun jeweils zweitägigen Sitzungen zusammen.

### Die offenen Fragen zur Ekklesiologie

#### Zum Verhältnis von Ortskirche und Universalkirche
Im ersten Kapitel wird nochmals kurz die in der Kommission angewendete Methode vom „differenzierten Konsens“ behandelt. Die Kommission stellt aber auch fest, dass trotz der erreichten Übereinstimmungen in der 1. Mandatsperiode bzw. IRAD I im grundlegenden Gehalt einer bislang strittigen Lehre – gemeint sind hier Aspekte der Ekklesiologie – trotzdem noch Fragen zum Primat des Papstes sowie zur Kollegialität der Bischöfe weiterhin offen geblieben sind. Diese offenen Fragen sollen nun in der 2. Mandatsperiode bzw. IRAD II einer Diskussion zugeführt werden.
Die Kommission behandelt in weiterer Folge die durchaus unterschiedliche Bedeutung der Begriffe Ortskirche und Universalkirche in den Rechtsordnungen der beiden Dialogpartner. Eingegangen wird auch auf die Funktion des Bischofs als personaler Fokus der Ortskirche, des Ersten Bischofs (Primas) als Vorsteher der Bischöfe einer bestimmten Region und des Bischofs von Rom als der Erste Bischof der Gemeinschaft von Ortskirchen.

#### Verbindliches Lehren und Unfehlbarkeit
Im zweiten Unterkapitel des ersten Kapitels geht die Kommission auf die Aspekte einer möglichen Kirchengemeinschaft zwischen der altkatholischen Kirche und der römisch-katholischen Kirche ein. Dazu werden nochmals die Eckdaten einer „Communio–Ekklesiologie“ aus dem ersten Bericht 2009 wiederholt. Die Übereinstimmungen legen nahe, dass die auf dem I. Vaticanum veröffentlichte Lehren von Papstprimat und Päpstliche Unfehlbarkeit, sofern der Papst dabei in eine Communio-Struktur eingebettet wäre, nicht mehr das Gewicht einer kirchentrennenden Differenz wie früher haben müssen (Artikel 39 im Bericht 2009 sowie Artikel 24 im Bericht 2016). Die IRAD II stimmt dieser Erkenntnis nochmals zu (Artikel 24 im Bericht 2016).
Grundsätzlich hat die altkatholische Kirche immer ein Primat des Papstes anerkannt. Was abgelehnt wurde, ist die rechtliche Ausgestaltung nach der Konstitution Pastor Aeternus des I. Vaticanums und nach der Konstitution Lumen gentium (Nr. 3) des II. Vaticanums. Abgelehnt wird dadurch auch die geltende Rechtskodifizierung dieses Primats im Codex Iuris Canonici CIC 1983 und im Codex Canonum Ecclesiarum Orientalium CCEO 1990 (Artikel 27 im Bericht 2009). In Bezugnahme auf die (lehramtliche) Erklärung der Altkatholischen Bischöfe zum 18. Juli 1970 „Der Primat in der Kirche“ wird jedoch festgehalten, dass ein historisches Primat als primus inter pares (dem Ersten unter Gleichen), wie es aus altkatholischer Sicht in der ungeteilten Kirche des 1. Jahrtausends war, durchaus angenommen werden kann. Anerkannt wird auch, dass Petrus nach Luk. 22,32 und Joh. 21,17 von Christus besonders nachdrücklich mit der alle umfassenden Hirtenaufgabe betraut wurde.
Von altkatholischer Seite wird des Weiteren festgehalten, dass ihrer Meinung nach der Theologie nicht nur der Dienst an der rechten Lehre, sondern auch eine kritische Rolle in der Kirche zukommt. So wird auch festgestellt, dass bei theologischen Konflikten bezüglich der Lehre die grundlegende Forschungs- und Meinungsfreiheit beachtet werden sollte. Die Kommission sieht das Spannungsfeld dieser Aussagen im Hinblick auf das in Pastor aeternus und anderen Dokumenten definierte Primat, sie kann im jetzigen Zeitpunkt jedoch noch keine konkreten Lösungsvorschläge anbieten (Artikel 36 im Bericht 2016).

### Die offenen Fragen zu den Mariendogmen von 1854 und 1950

#### Die altkatholische Ausgangslage
Zu Beginn des zweiten Kapitels verweist die Kommission darauf, dass eine mögliche Kirchengemeinschaft zwischen römisch-katholischen und altkatholischen Christen einen Konsens im theologischen Verständnis der Gottesmutter zur Voraussetzung haben muss, insbesondere in Hinblick auf die unterschiedliche Sichtweise der beiden Mariendogmen. Selbstverständlich ist eine Kirchengemeinschaft unmöglich, wenn die eine Seite eine mit höchster Autorität und als Dogma vertretene Lehre der anderen Seite verwirft (Artikel 42 im Bericht 2016).
Im weiteren Kapitelverlauf blickt die Kommission auf die Utrechter Erklärung von 1889 zurück. In dieser 1889 veröffentlichten Erklärung wurde von der altkatholischen Bischofskonferenz auf die 1854 erfolgte Dogmatisierung der Unbefleckten Empfängnis Marias Bezug genommen und dieses Dogma – aus altkatholischer Sichtweise als in der heiligen Schrift und in der Überlieferung der ersten Jahrtausende nicht begründet – offiziell verworfen. Gegenüber dem 1950 definierte Dogmas der Leiblichen Aufnahme Mariens in den Himmel antwortete die Internationale Altkatholische Bischofskonferenz im Dezember 1950 mit einer lehramtlichen Erklärung, welche nochmals dieses Dogma als auch das vorangegangene zurückweist (Artikel 44 und 45 im Bericht 2016). Trotzdem sieht die IRAD II einen Raum dafür, dass im Kontext des ökumenischen Dialogs unter Umständen die Ablehnung dieser beiden Dogmen neu bedacht werden kann (Artikel 48).
In der Thematik verweist die Dialogkommission auf das 1977 veröffentlichte orthodox-altkatholische Konsenspapier Die Gottesmutter der damaligen orthodox-altkatholischen Gesprächskommission. Dieses auch in Dokumente wachsender Übereinstimmung abgedruckte Dokument verkündet, dass die altkatholische Kirche und die orthodoxe Kirche die neuen Dogmen einer unbefleckten Empfängnis und einer leiblichen Aufnahme der Gottesmutter in den Himmel nicht kennen. Die Kirche feiert aber den Eingang der Gottesmutter ins ewige Leben und begeht den Tag ihres Hinscheidens als Feiertag. Auf der 40. Internationalen Altkatholischen Theologenkonferenz von  2008 beschäftigte sich diese mit der Stellung Marias im Heilswerk Gottes und mit der Frage einer altkatholischen Marienfrömmigkeit. Hier stellt die Theologenkonferenz eine gewisse Wende in der altkatholischen Haltung fest und verortet eine größere Offenheit zu diesem Thema, welche Anstelle einer gewissen altkatholischen Zurückhaltung als Reaktion auf die ultramontane Frömmigkeitsformen des 19. Jahrhunderts getreten ist (Artikel 48 im Bericht 2016).
Die Kommission IRAD II nimmt diese Impulse auf, inwieweit sich eine größere altkatholische Marienfrömmigkeit liturgisch festigen kann, bleibt jedoch noch abzuwarten. Zum Abschluss des Unterkapitels schreibt die Kommission nochmals in ihren Bericht, dass es im Kontext bilateraler ökumenischer Dialoge nicht ausgeschlossen erscheint, dass bei neuen verbindlichen römisch-katholischen Interpretationen der beiden Dogmen – auch in Bezug auf die unterschiedliche „Gewichtung der Wahrheit“ (hierarchia veritatum) – möglicherweise auch die altkatholische Verwerfung der Dogmen neu bedacht werden kann.

#### Die römisch-katholische Ausgangslage
Beim römisch-katholischen Standpunkt zum Dogma von 1854 erörtert der Kommissionsbericht, dass das Dogma der Unbefleckten Empfängnis Marias keinen Gegensatz zur Lehre der Schrift darstellt und dass dieses Dogma überhaupt nur im Licht der Hl. Schrift zu verstehen ist. Auch beim Dogma von 1950 über die Aufnahme Mariens mit Leib und Seele in den Himmel – also in der absoluten Vollständigkeit ihrer Person – gilt ebenso, dass diese Lehre nur im Licht der Schrift verstanden werden kann. In diesem Sinne bezeugen auch einige Kirchenväter die Erhöhung Marias in den Himmel, so die Kommission weiter (Artikel 50).

#### Überlegungen zum differenzierten Konsens
Für eine Annäherung in der Ökumene im Sinne eines differenzierten Konsenses ist die Bereitschaft für eine wohlwollende Interpretation der Position der anderen Kirche notwendig. Die Kommission sieht eine Spannung zwischen dem mit höchstem Autoritätsstatus beanspruchten Dogma, dem aus römisch-katholischer Sicht Unfehlbarkeit zukommt einerseits und der (altkatholischen) Verortung des Lehrinhalts in  der hierarchia veritatum, wo dieser keinen zentralen Platz einnimmt, andererseits. Weil hier die Meinung von hoher Autorität versus eher geringes theologisches Gewicht aufeinanderprallen, stellt dies auf dem Weg zu einer Kirchengemeinschaft eine besondere Schwierigkeit und Herausforderung dar. Derzeit kann die Kommission dazu noch keine tragfähige Lösung anbieten, sie verweist für den weiteren Verlauf auf den synodalen Prozess und den Glaubenssinn der Gläubigen.

### Spezifische altkatholische Erläuterungen

#### Zur Frage der Ordination von Frauen zum priesterlichen  Dienst
Zu Beginn des dritten Kapitels zeigt die Kommission nochmals den geschichtlichen Verlauf und das theologische und kirchenrechtliche Ringen innerhalb der altkatholischen Kirchen, welcher zur Einbindung von Frauen in das dreigliedrige Amt von Bischof, Priestertum und Diakon führte (Artikel 65). Die Erklärung der Internationalen Altkatholischen Bischofskonferenz von 1976 lehnte die Frauenordination noch ab, mit der Begründung, dass der Herr der Kirche, Jesus Christus, nur Männer in das Amt berufen hat. Diese Erklärung der Internationalen Altkatholischen Bischofskonferenz: Zur Frage der Frauenordination wurde von der Bischofskonferenz am 7. Dezember 1976 bei einer Gegenstimme angenommen. Da die Erklärung allerdings nicht die für lehramtliche Dokumente geforderte Einstimmigkeit erreichte, ging der Gesprächsverlauf über dieses Thema in den Mitgliedskirchen der  Utrechter Union weiter.
1982 nahm die Bischofskonferenz auf Grund innerkirchlicher Reaktionen selbst eine erste Korrektur vor. Mit dieser – wieder nicht einstimmigen – Entscheidung von 1982 wurde für die Herstellung eines ständigen Diakonats (im Bericht auch: permanenter Diakonat) für die Frauen und für die Revision der liturgischen Weiheformulare der Weg geöffnet. Rückblickend betrachtet, begannen damit die Spaltungstendenzen in der Utrechter Union. Dieses inneraltkatholische Schisma entstand insbesondere dadurch, dass die Polish National Catholic Church of America (PNCC), im Unterschied zu den anderen altkatholischen Kirchen, eben kein sakramentales Diakonat, sondern „nur“ eine nichtsakramentale kirchliche Beauftragung sah.
Die tatsächlichen Weihen von Frauen ins altkatholische Diakonat erfolgte 1987 in der Christkatholischen Kirche der Schweiz, 1988 in der Alt-Katholische Kirche in Deutschland, 1991 in der Altkatholischen Kirche Österreichs und 1996 in der Altkatholischen Kirche der Niederlande. Durch diese Ereignisse in den altkatholischen Kirchen und die Entwicklungen in den Schwesterkirchen der Anglikanischen Gemeinschaft rückte schließlich auch eine darüber hinausgehende Weihe von Frauen ins Priestertum in den Fokus der Beratungen in den Landessynoden der Kirchen. Die Internationale Altkatholische Bischofskonferenz befasste sich 1991 daher auch mit dem Thema einer Frauenordination (Christentum) zum gesamten dreigliedrigen Amt, also zu Diakon, Priester und Bischof. Die Konferenz erbrachte keinen Durchbruch in die eine oder andere Richtung. 1996 schließlich weihte die Alt-Katholische Kirche in Deutschland – mehr oder weniger im Alleingang – zwei Diakoninnen zum priesterlichen Amt. Auf dieses Ereignis regierte die PNCC mit der Aufhebung der Kirchengemeinschaft. Die 1997 durchgeführte Bischofskonferenz konnte wiederum keine gemeinsame Grundsatzentscheidung treffen. Weitere Frauenordinationen ins Priestertum erfolgten nach Beschluss der Synoden 1997 in Österreich, 1999 in den Niederlanden und in der Schweiz 2000. Weil die PNCC auch mit diesen Kirchen die Gemeinschaft aufkündigte, war ihr Ausscheiden aus der Utrechter Union im Jahr 2003 praktisch der abschließende Schritt in der Trennung von der Utrechter Union.
Von den weiteren Kirchen der Utrechter Union kennen die Polnisch-Katholische Kirche und die Altkatholische Kirche Kroatien generell keine ordinierten Frauen in ihren Diensten. In der Altkatholischen Kirche in Tschechien gibt es Diakoninnen, aber keine Priesterinnen. Durch den Verbleib dieser Kirchen in der Utrechter Union – so stellt die Dialogkommission im Artikel 73 ihres Berichts von 2016 fest – hat sich faktisch herausgestellt, dass das Thema Frauenordination, dass gegenseitige situationsbedingte Rücksichtnahme erfordert, kein kirchentrennendes Gewicht haben muss (Artikel 72).
Im weiteren Textverlauf nimmt sich die Dialogkommission der Sponsal- oder Nuptialmetaphorik an. Hierbei geht es um den Themenkomplex, dass nach römisch-katholischer Ansicht der Zelebrant der Eucharistiefeier ein Mann sein muss, weil der Priester dabei Jesus Christus repräsentiert. Insbesondere die Artikel 75 bis 80 des Berichts widmen sich dieser Problematik.

#### Zur inneren Zusammengehörigkeit von Eucharistie- und Kirchengemeinschaft
In diesem Unterkapitel behandelt die Kommission die Thematik der Eucharistiegemeinschaft und die Formen der eucharistischen Gastfreundschaft. Der Bericht erörtert das so genannte Bonn Agreement von 1931 über die Interkommunion zwischen Anglikanern und Altkatholiken (Artikel 83). Darauf folgten 1965 analoge Vereinbarungen mit der Philippinischen Unabhängigen Kirche, der  Spanischen Reformierten Episkopalkirche und der Lusitanischen Katholisch-Apostolisch-Evangelischen Kirche in Portugal. Zu einer Gegenseitigen Zulassung zum Abendmahl kam es 1984 zwischen den Altkatholiken und Protestanten in der damaligen CSSR (heute Tschechien) sowie 1985 zwischen der Altkatholischen Kirche Österreichs und der Evangelischen Kirche A.B. in Österreich.
Ein anderes Gewicht hat für die Dialogkommission die aus dem Jahr 1985 stammende so genannte Vereinbarung über eine gegenseitige Einladung zur Teilnahme an der Feier der Eucharistie zwischen der Evangelischen Kirche in Deutschland und dem Katholischen Bistum der Alt-Katholiken in Deutschland. Diese am 29. März 1985 in Hannover unterzeichnete Vereinbarung spricht explizit von einer Reihe von grundlegenden Übereinstimmungen in Bekenntnis, Lehre und Praxis, und dass es daher der Evangelischen Kirche in Deutschland und der Altkatholischen Kirche in Deutschland erlaubt sei, die Glieder beider Kirchen gegenseitig zur Teilnahme an der Eucharistie einzuladen. Die Dialogkommission spricht im Artikel 90 des Berichts weiter über die inneraltkatholischen Rückwirkungen dieser auch als EKD-AKD-Vereinbarung bekannten Übereinkunft. Die Internationale Altkatholische Bischofskonferenz (IBK) wurde etwa darüber überhaupt erst im Nachhinein informiert. Dazu stellt sich auch die Frage einer Verletzung der Utrechter Erklärung von 1889 durch diese  Vereinbarung. Im Jahr 1988 beschloss die Bischofskonferenz die EKD-AKD-Vereinbarung „nicht zu billigen“, andererseits hat die deutsche Kirche diese Vereinbarung mehrfach bekräftigt und sich dabei auf das altkatholische Prinzip von der Autonomie der Ortskirche berufen.
Im 94. und letzten Artikel des zweiten Berichts von 2016 verweist die (zweite) Internationale Römisch-Katholisch-Altkatholische Dialogkommission darauf, dass der Zusammenhang von Eucharistie- und Kirchengemeinschaft derzeit noch nicht gelöst werden kann und weiterdiskutiert werden muss. Im Detail schließt der Bericht mit den Worten:

„(94) Aus verschiedenen Gründen (...) besteht wenig Aussicht, dass sich an dieser über 30 Jahre dauernden inneraltkatholischen Problematik des inneren Zusammenhangs von Eucharistie- und Kirchengemeinschaft derzeit etwas ändern lässt; sie wird aber wahrgenommen und in der altkatholischen Theologie weiterdiskutiert. Das kann im Dialog zwischen der Römisch-Katholischen Kirche und der Utrechter Union der Altkatholischen Kirchen nur zur Kenntnis genommen werden.“

### Nachwort zum Gesamttext und Ausblick
Die Dialogkommission spricht im Nachwort ihres Berichts davon, dass das eindeutig wichtigste und tragende Ereignis eine gemeinsame, vertiefte Communio-Ekklesiologie sei, wonach die Kirche als Gemeinschaft von Ortskirchen verstanden wird, in denen die Eine, Heilige, Katholische und Apostolische Kirche existiert.
Betreffend der offenen Fragen zu den Mariendogmen, könnte nach Meinung und auf Vorschlag der IRAD II die kirchentrennende altkatholische Verwerfung der Dogmatisierung der Unbefleckten Empfängnis Mariens von 1854 und der Aufnahme Mariens in den Himmel von 1954 entfallen, wenn der Inhalt der Lehre vom Akt der mit einem Anathem verbundenen Dogmatisierung gelöst wird. In diesem Fall läge kein kirchentrennender Dissens in der Mariologie mehr vor.
Zur Frage der Frauenordination im priesterlichen Dienst wurden die bekannten Positionen erörtert und die diesbezügliche Praxis der Kirchen eingehend dargestellt. Die Kommission stellt fest, dass sich bei den Beratungen keine neuen Ansätze zur Überwindung der römisch-katholisch-altkatholischen Gegensätze ergeben hätten.
Die Frage vom inneren Zusammenhang des Themas Eucharistie- und Kirchengemeinschaft ist an und für sich kein Streitpunkt zwischen römisch-katholischen und altkatholischen Christen, der Zusammenhang wird von beiden Seiten bejaht. Das Thema ist vielmehr ein inneraltkatholisches Problem, da in einigen altkatholischen Kirchen Formen von Gottesdiensten mit ökumenischer Beteiligung vorkommen, die mit den Entscheidungen der Internationalen Altkatholischen Bischofskonferenz und mit der Zusammengehörigkeit von Eucharistie- und Kirchengemeinschaft mehr oder weniger erkennbar in Spannung stehen.
Unter der letzten Überschrift Verbleibende offenen Fragen stellt die Dialogkommission fest, dass in den Kirchen heute viel in Bewegung ist, insbesondere in ethischen Fragen. Hier wird insbesondere Bezug genommen auf die Formen menschlicher Partnerschaft und die damit zusammenhängenden sakramentaltheologischen Fragen. Dazu wird auch auf die Ansprache von Papst Franziskus vor der Internationalen Altkatholischen Bischofskonferenz verwiesen, die beim Besuch der altkatholischen Bischöfe in der Vatikanstadt am 30. Oktober 2014 stattfand. Zu den unterschiedlichen ethischen Ansätzen zwischen den Dialogpartnern sagte er in seiner Ansprache:

„Wie wir uns einerseits jedes Mal freuen, wenn wir Schritte in Richtung einer größeren Gemeinschaft des Lebens und Glaubens machen können, so sind wir andererseits auch betrübt, wenn wir neue Differenzen erkennen, die im Lauf der Jahre zwischen uns hervorgetreten sind. Die (...) Fragen, die unsere Trennung begleitet haben, sind jetzt schwieriger zu überwinden aufgrund unserer wachsenden Distanz in Bezug auf die Themen des Amtes und des ethischen Urteils.“

Die Internationale Römisch-Katholisch-Altkatholische Dialogkommission IRAD II schließt ihren ökumenischen Bericht damit, dass nun sowohl eine aktive Rezeption des Erreichten als auch der nicht nachlassende Wille zur Arbeit an dem, was nach wie vor, aber auch neu ansteht, nun gefordert ist.

## Rezeption
Das 2017 veröffentlichte Dokument Kirche und Kirchengemeinschaft (Zweiter Bericht) der Internationalen Römisch-Katholisch – Altkatholischen Dialogkommission konnte nicht an die Breitenwirkung des 2009 veröffentlichten ersten Bericht Kirche und Kirchengemeinschaft anknüpfen. Im Communiqué der Altkatholischen Bischofskonferenz für das Jahr 2018 stellten die Bischöfe fest, dass innerhalb der römisch-katholischen Kirche dieser zweite Bericht an die Dikasterium für die Glaubenslehre (Glaubenskongregation) zur Beurteilung weitergeleitet wurde. Auch die Altkatholische Bischofskonferenz wird die Ergebnisse der IRAD II eingehend prüfen.
Auf altkatholischer Seite hatten sich bis 2019 nur die Internationale Altkatholische Bischofskonferenz und die Geistlichenkonferenz der Altkatholischen Kirche Österreichs intensiver mit dem zweiten Bericht auseinandergesetzt. Von den anderen altkatholischen Kirchen gab es zu diesem Zeitpunkt noch keine größeren Rückmeldungen. Auf römisch-katholischer Seite war der zweite Bericht ein Thema bei 2018 durchgeführten Vorträgen am Ökumenischen Institut der Theologischen Fakultät der Universität Luzern und 2019 im Rahmen der Frühjahrstagung der Ökumene-Referenten der deutschen römisch-katholischen Diözesen.
Von römisch-katholischer Seite schrieb Kardinal Gerhard Ludwig Müller zu beiden Berichten ein Gutachten, welches sich das Dikasterium für die Glaubenslehre 2023 zu eigen gemacht hat. Er würdigte die erzielten Fortschritte, erteilte aber einer Kirchengemeinschaft eine klare Absage, da die altkatholischen Kirchen durch die Weihe von Frauen die Substanz des Weihesakraments angegriffen habe. Für eine Kirchengemeinschaft müssten die altkatholischen Kirchen die Weihe von Frauen für ungültig erklären und von dieser Praxis in Zukunft abkommen.

## Ausgaben
- Kirche und Kirchengemeinschaft. Erster und Zweiter Bericht der Internationalen Römisch-Katholisch – Altkatholischen Dialogkommission 2009 und 2016. Bonifatius, Paderborn 2017, ISBN 978-3-89710-746-5.